# Paso Nacional
Paso Nacional es una localidad del estado mexicano de Durango. Es parte del municipio de Nazas.

## Demografía
| Gráfica de evolución demográfica |
|                                  |

| Censo | Población |
| ----- | --------- |
| 1921  | 631       |
| 1930  | 617       |
| 1940  | 750       |
| 1950  | 860       |
| 1960  | 1 278     |
| 1970  | 1 534     |
| 1980  | 1 624     |
| 1990  | 1 582     |
| 2000  | 1 540     |
| 2010  | 1 366     |
| 2020  | 1 393     |